# Puente Luangwa

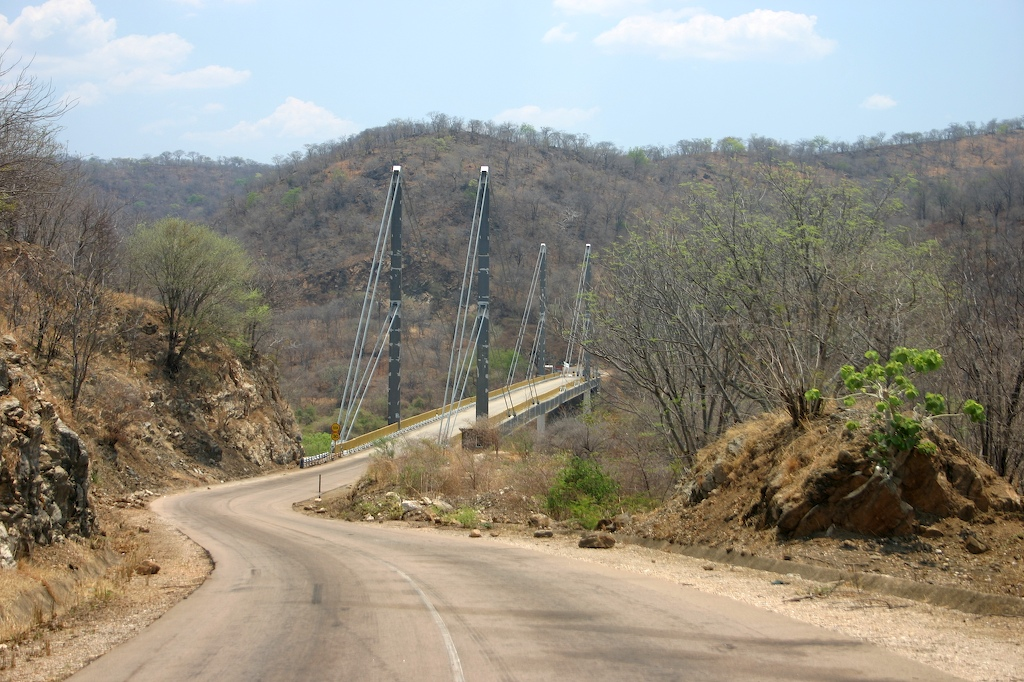
Puente Luangwa

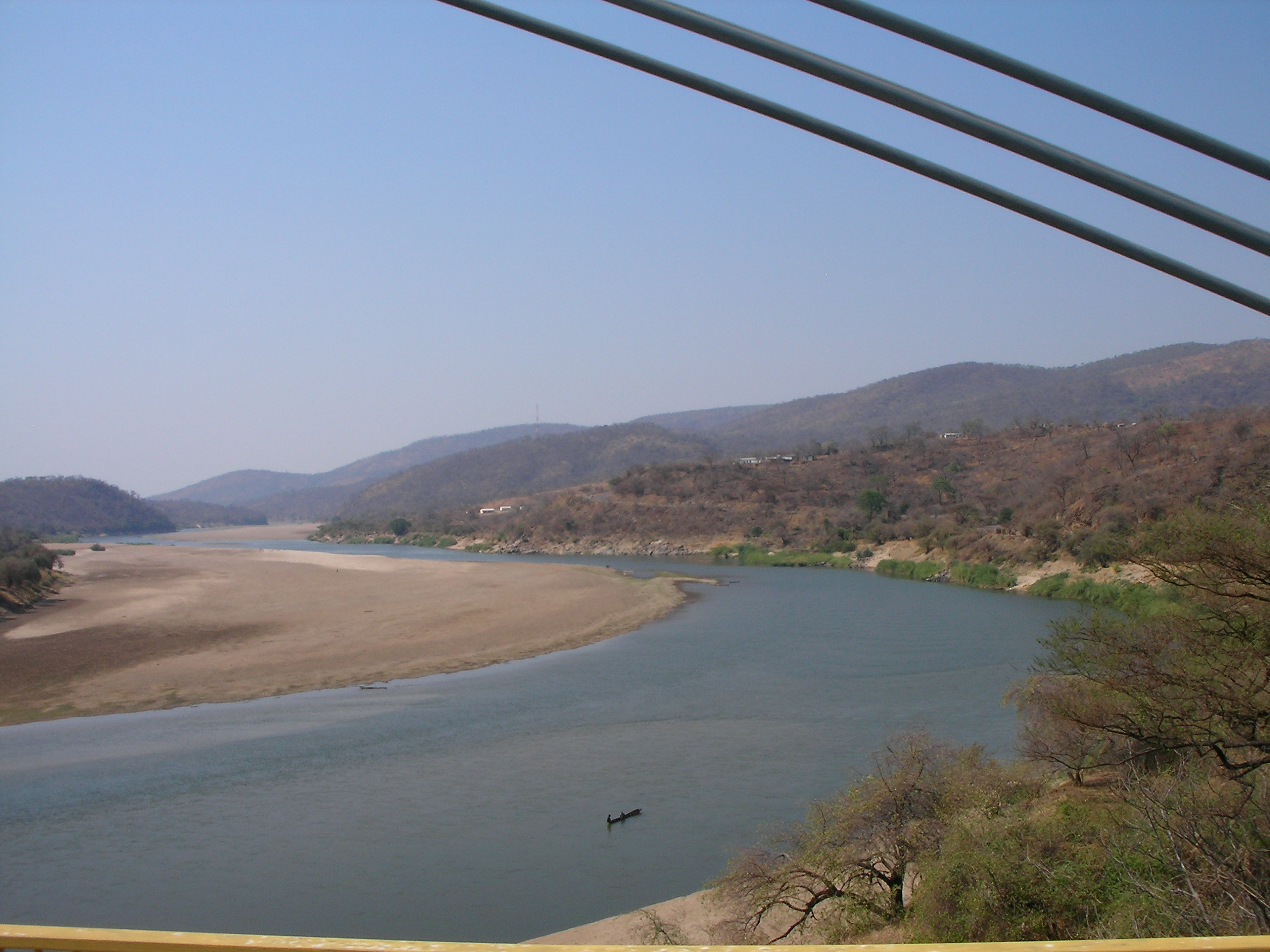
Vista del río Luangwa desde el puente.

El puente sobre el río Luangwa es la principal estructura ingenieril y el único gran puente que forma parte de la Gran Carretera del Este, una de las principales vías de comunicación de Zambia. Atraviesa el río Luangwa cuando este pasa por el Valle del Rift para unirse con el río Zambeze.
La anchura del río en este tramo varía entre los 200 y los 400 metros, que varían según sea la estación seca o la estación húmeda. La carretera lo atraviesa desde una altitud de unos 1000 m s. n. m., mientras que el río se sitúa a 390 m s. n. m. en el fondo del valle.

## Primer puente
El primer puente fue construido por los colonos británicos en 1932. Tenía 300 metros de largo y estaba construido con una estructura de acero reforzada con piezas de hormigón. Su posición, muy cercana tanto a Mozambique (sobre 2 km) como a Rodesia (sobre 60 km) le hacían peligrar en cualquier conflicto. Tras la independencia de Zambia en 1964 el primer presidente del país, Kenneth Kaunda, permitió volar el puente.

## Segundo puente
Fue construido en el lugar del primero con ayuda británica y terminado en 1968. Se trata de un puente atirantado colgado de dos pilonos de sección en H de 42 metros de altura. Fue diseñado por Freeman Fox & Partners. Tiene 9,8 metros de ancho. El vano central tiene una luz de 222 metros, y los extremos unos 40 cada uno.
En 1979 fue atacado por Rodesia durante la Guerra de liberación de Zimbabue.